# 俄亥俄鎮區 (堪薩斯州斯塔福德縣)
俄亥俄鎮區（英語：Ohio Township）為美國堪薩斯州斯塔福德縣轄下的鎮區。2010年美国人口普查中此鎮區人口有380人。

## 地理
俄亥俄鎮區涵蓋總面積為94.6平方（36.52平方英里），其中陸地面積為94.6平方（36.52平方英里），水域面積為0平方（0.00平方英里）或0.00%。

## 人口統計
根據2010年美國人口普查，俄亥俄鎮區人口有380人，其中男性有191人，女性有189人，人口密度為每平方公里4.02人，住房計209戶。鎮區內的白人有348人，非裔美國人有0人，美洲原住民有4人，亞裔美國人有5人，太平洋島裔美國人有0人，其他種族有18人，混血種族則有5人。此外鎮區內有55人為西班牙裔或拉丁裔美國人。此鎮區之年齡中位數為47.7歲，而男性年齡中位數為46.3歲，女性年齡中位數為49.5歲。

## 交通

### 主要公路
- 50號美國國道
- 281號美國國道